# Parete (architettura)

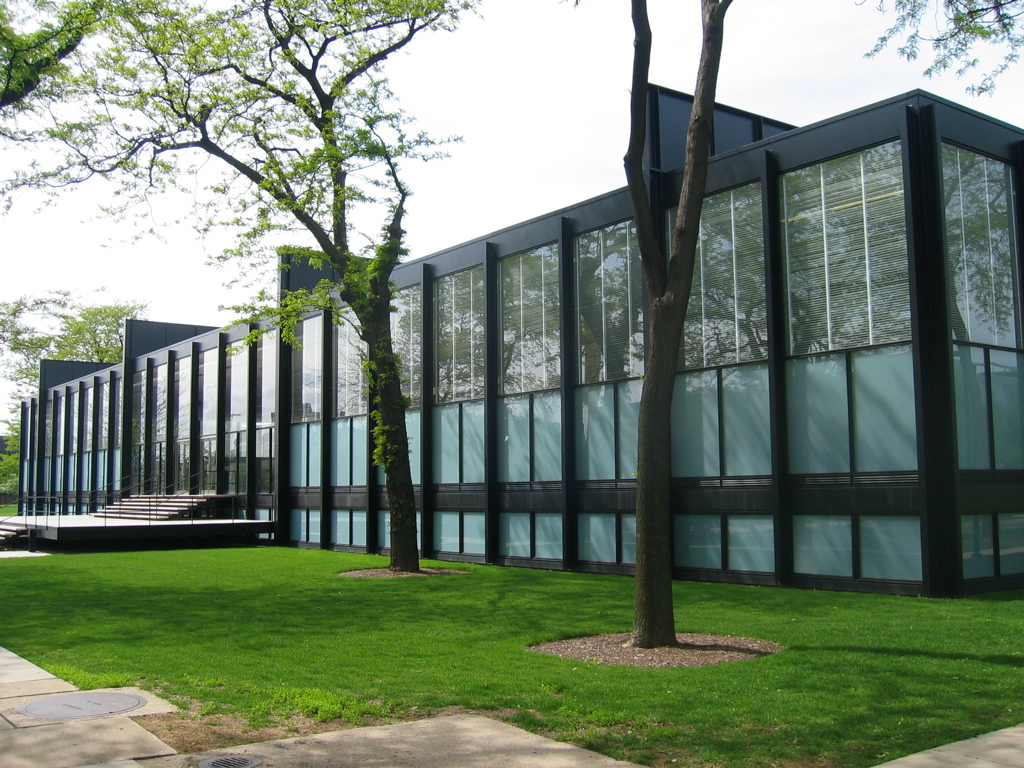
L'Illinois Institute of Technology di Chicago. La struttura della parete è visibile e determina la forma dell'architettura

Una parete è un elemento architettonico verticale, composto da un volume piano dallo spessore ridotto rispetto all'altezza e alla larghezza. Può avere un andamento rettilineo o ondulato. La parete delimita lo spazio di un edificio e lo suddivide internamente. In senso traslato si può chiamare "parete" qualsiasi confine verticale di un ambiente (ad esempio la parete di una grotta).

## Storia
La nascita della parete si può teoricamente far risalire al momento in cui, in epoca preistorica o protostorica, dalle costruzioni quali le tende di pali, le pseudocupole o le case a tetto (di forma triangolare), si passò ad abitazioni più elaborate, con superfici verticali, orizzontali e oblique. Tale innovazione nella concezione della struttura abitativa condusse a differenziare la parete dal soffitto e dal tetto, con l'assegnazione a ciascun elemento di una funzione e di una modalità di costruzione diverse.
Per i greci la parete (isodoma) aveva un'importante funzione portante, mentre i romani inventarono tecniche più rapide ed economiche (come la gittata di pietrisco nella malta pozzolana) che resero alcune pareti dei semplici divisori interni tra gli ambienti.

## Classificazione
Le pareti di un edificio possono classificarsi secondo vari criteri. Innanzitutto vi sono
1. pareti portanti, che sostengono e scaricano a terra il peso della costruzione (di solito, quelle perimetrali, che delimitano e separano l'ambiente interno all'edificio dall'ambiente esterno, ma anche alcune pareti interne)[4][5].
2. pareti non portanti (che non sostengono altri pesi eccetto il proprio[6]), a loro volta distinguibili in:
  1. fisse
    1. tamponature, che dividono l'interno dall'esterno in fabbricati sorretti da una struttura intelaiata[7].
    2. tramezzi, che dividono ambienti interni[8].

  2. mobili
  3. scorrevoli (mobili, ma all'interno di un percorso fisso)

Poi dal punto di vista della funzione si hanno pareti di chiusura (che delimitano uno spazio su ogni lato) o non di chiusura.
A seconda delle modalità costruttive si possono avere 
1. pareti massicce (volumi compatti interamente portanti)[9].
2. pareti a scheletro (con pilastri e altri elementi portanti massicci, mentre gli spazi compresi sono tamponati con materiali leggeri)[10].

Particolarmente significative sono le soluzioni adottate nel tempo per gli angoli di giuntura tra le pareti, con problemi tecnologici ed estetici risolti dagli architetti in molteplici maniere.

## Galleria d'immagini

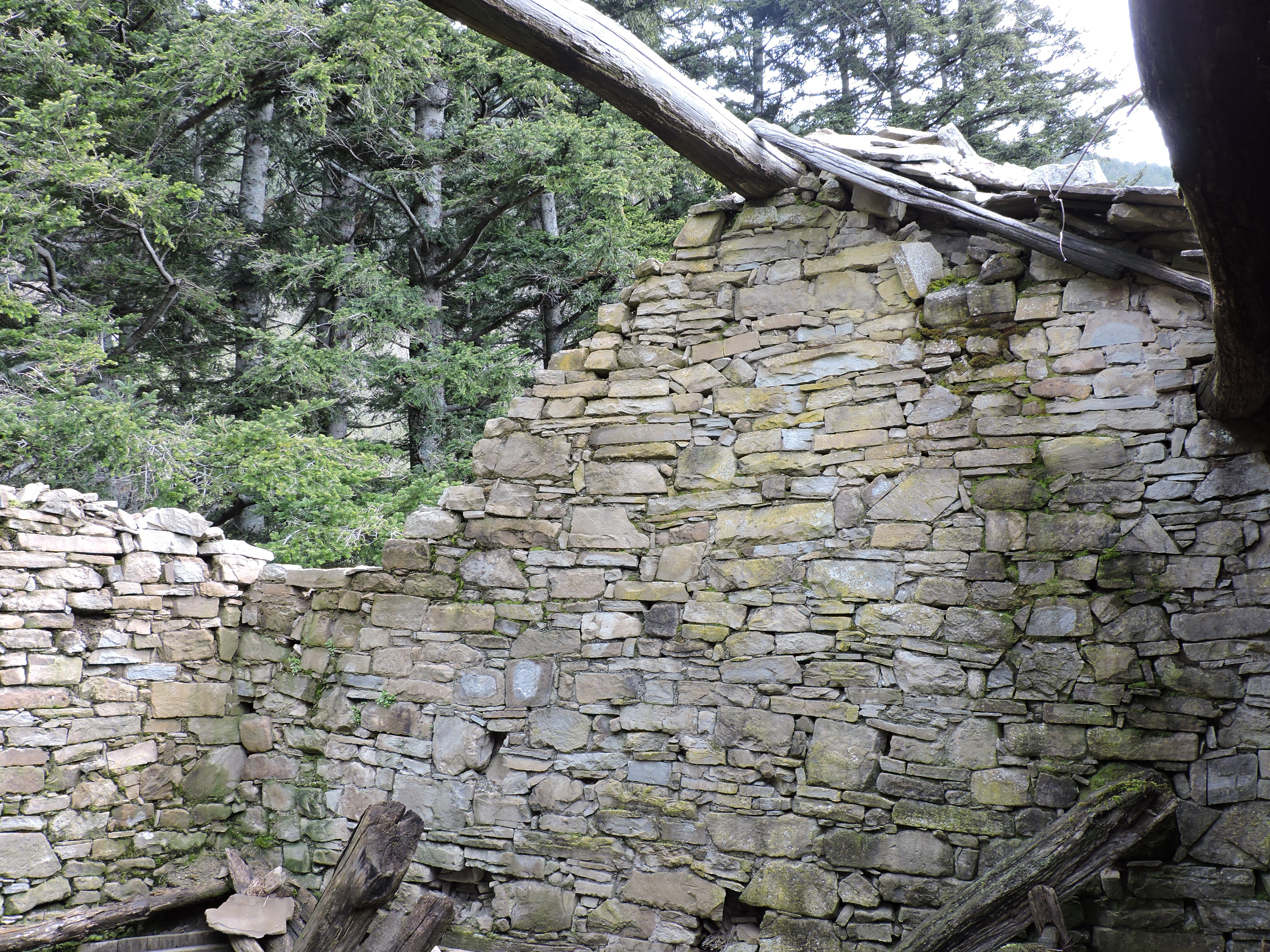
Parete di casa rurale in disuso
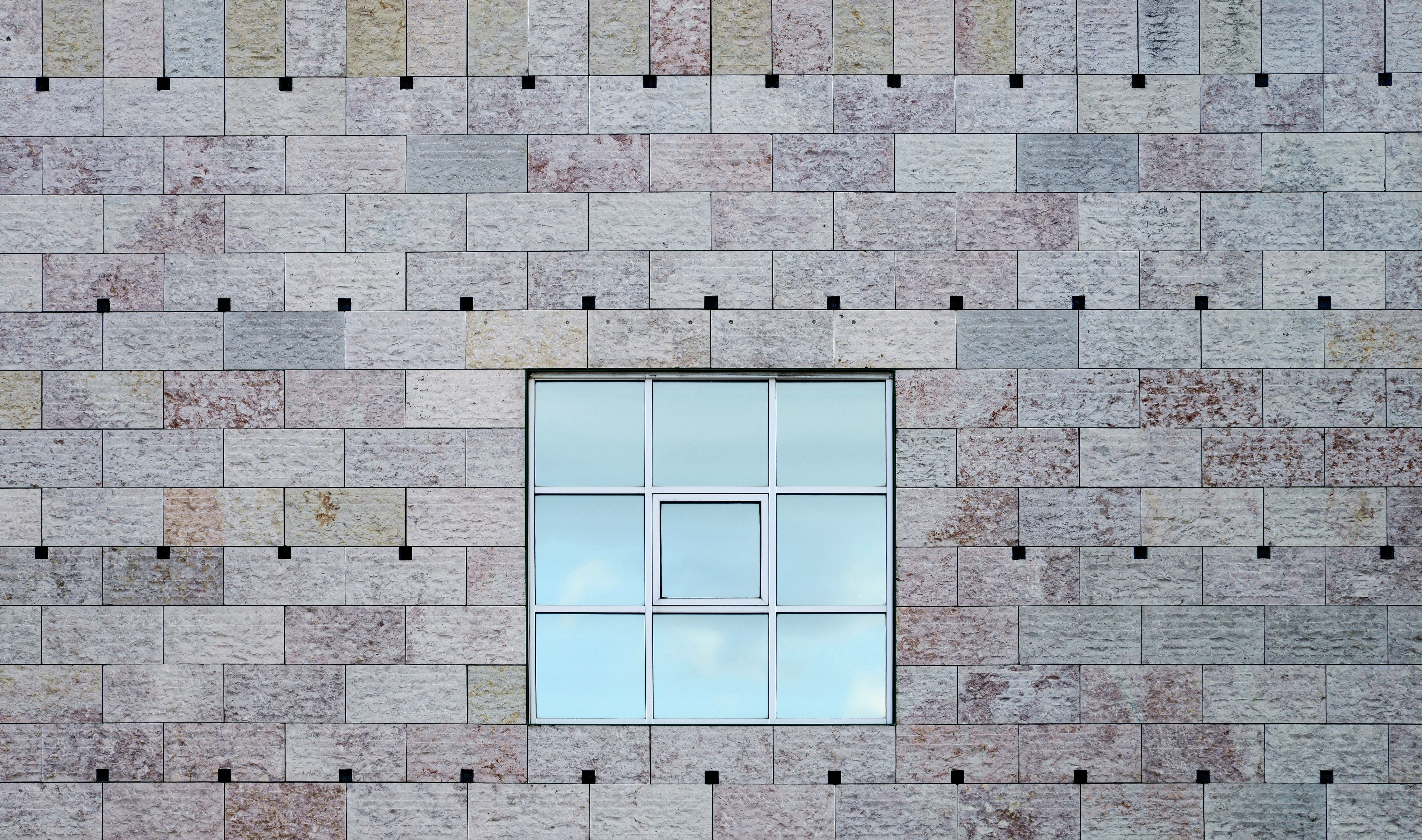
Particolare della parete e della finestra del Centro Culturale di Belém a Lisbona, Portogallo.
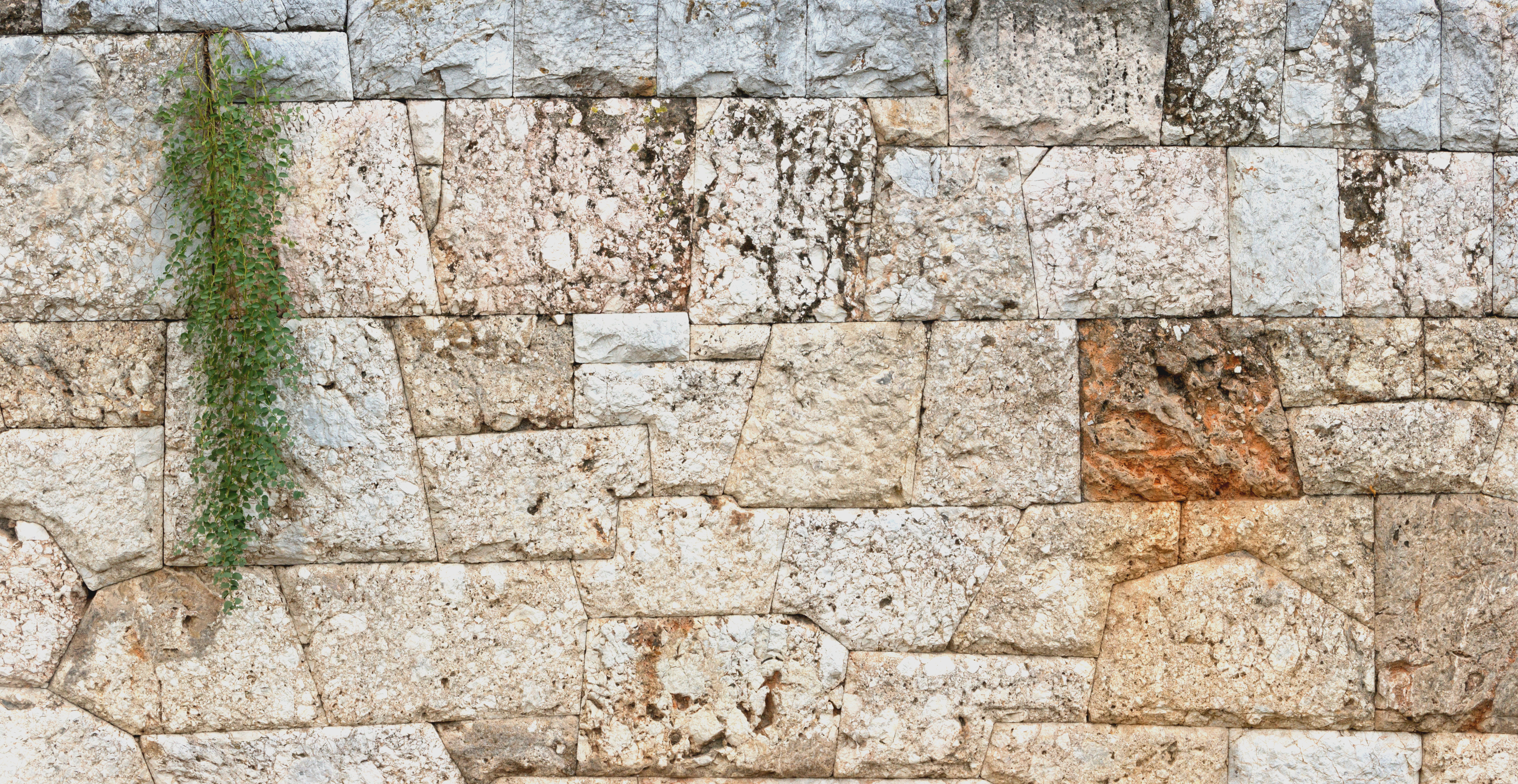
Antica parete ateniese nella Via delle Tombe nel cimitero di Kerameikos. Questo è l'inizio della Via Sacra, da Atene a Eleusi.
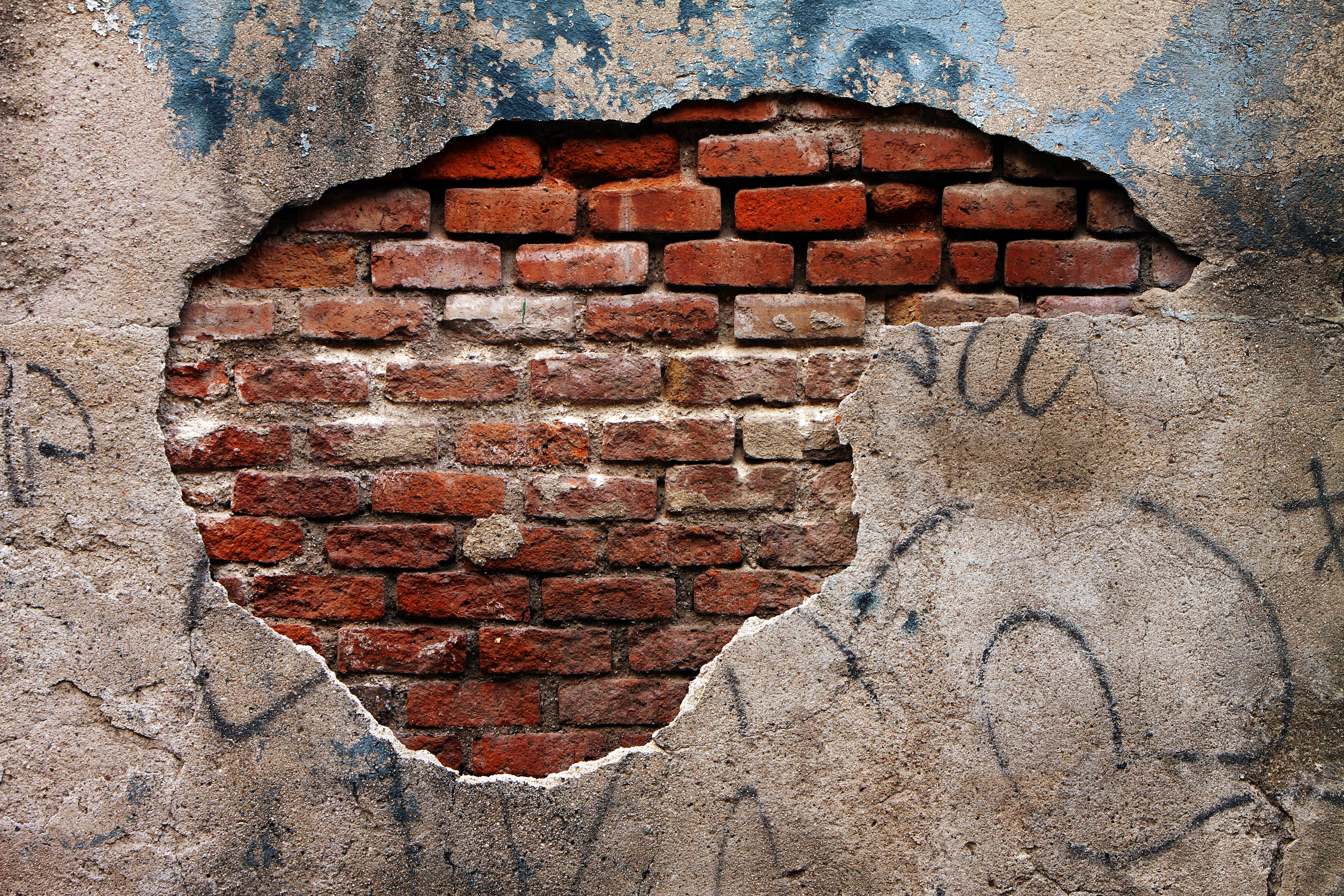
Parete con intonaco parzialmente degradato